# Калинович Степан-Сава
Калинович Сава (в миру — Калинович Степан, 1737, Довжок — після 1785, Львів) — український живописець, монах-василіянин XVIII ст.

## Життєпис
Народився в с. Довжок на Поділлі, тепер Кам'янець-Подільський р-н Хмельницької обл., син Олександра і Анастасії, рідний брат Якинта Калиновича.
3 грудня 1760 р. вступив як маляр до Почаївського монастиря, де після року новіціатського випробування 9 грудня 1761 р. постригся у ченці. Після постригу працював у Підгорецькому і Унівському монастирях. Перебував у селі Жабче на Волині, де 9 грудня 1764 р. луцький єпископ Сильвестр Рудницький уділив йому священничі свяченя. Потім з метою вдосконалення в малярстві перебував 9 років у Загорівському монастирі, ще пізніше — у Добромилі. Виконував також малярські роботи в Крехівському монастирі. Пізніше проживав і виконував різні монаші послухи в Ліску, Замості, в Крехові як керівник хору, в Теребовлі, Завалові. 15 серпня 1785 р. отримав призначення до Львівського Свято-Юрського монастиря.